# Psathopyrgos
Psathopyrgos  este un oraș în Grecia în Prefectura Ahaia.